# 田中賢一 (軍人)
田中 賢一（たなか けんいち、1918年（大正7年） - 2019年（令和元年）7月2日）は、日本陸軍の軍人、陸上自衛官。陸士52期。最終階級は、帝国陸軍では陸軍少佐、陸上自衛隊では陸将補。特攻隊戦没者慰霊顕彰会『特攻』元編集長。

## 来歴・人物
1918年（大正7年）、静岡県富士郡出身。父と同じ静岡県立静岡中学校に学び、1939年（昭和14年）、陸軍士官学校（52期）卒業。1941年（昭和16年）秋、騎兵科将校として挺進練習部に志願、同12月、第一挺進司令部に補職され南方に出動、翌年8月、挺進練習部本部に戻り教育訓練幕僚として勤務。1944年（昭和19年）12月、第一挺進戦車隊長。
戦後は公職追放を経て、追放解除後の1954年（昭和29年）、陸上自衛隊入隊。空挺団が創設されると、旧挺の伝統継承に尽力、空挺団の土台を構築した。1958年（昭和33年）、空挺団・研究科長。1962年（昭和37年）、空挺団普通科群長。1964年（昭和39年）、第3戦車大隊長兼今津駐屯地司令、第1空挺団副団長を歴任。1966年（昭和41年）、全日本空挺同志会理事長。1972年（昭和47年）、自衛隊退職（陸将補）。
退官後、偕行社をはじめ旧軍各種戦友会で活動、空挺同志会では会長以下要職を歴任。特攻隊戦没者慰霊平和祈念協会（現・特攻隊戦没者慰霊顕彰会）においては会報『特攻』の編集長として20年にわたり、特攻隊戦没者の情報の収集と公開、慰霊・顕彰に尽力した。
騎兵科将校当時の騎兵は軍馬から近代的な戦車への変換の初期にあたり、落下傘部隊は航空と歩兵が主力であった。加えて、近代的戦車とこれを輸送する大型航空機の開発がともに実戦に間に合わず、将校としての勤務地は部隊ではなく司令部となった。出撃の機会がない代わりに挺進団全体の状況を細部まで把握、戦中、戦後を通じ戦没者及び生還者の情報・資料収集に努めた。特に「義号作戦」は突入までの紆余曲折を分析し、義烈空挺隊の詳細を後世に伝えた功績は高く評価される。

## 著作
- 『陸軍挺進部隊外史』田中賢一 記 2005.8[1]
- 『高千穂部隊回想』田中賢一 編 2002.2[1]
- 『世界歩兵総覧』田中賢一, 森松俊夫 著（図書出版社、1988.5）[1]
- 『現代の空挺作戦 : 世界のエアボーン部隊』	田中賢一 著（原書房、1986.2）[1]
- 『正義と人道の世紀を : 軍隊と戦争を知らない世代へー一兵士の遺言』	田中賢一 著 1985.11[1]
- 『大空の華 : 空挺部隊全史』田中賢一 著（芙蓉書房、1984.10）[1]
- 『レイテ作戦の記録』田中賢一 著（原書房、1980.2）[1]
- 『大いなる賭 : 空挺戦史余話』田中賢一 著（学陽書房、1978.2）[1]
- 『帰らぬ空挺部隊 : 沖縄の空にかける墓標』田中賢一 著（原書房、1976）[1]